# Скороход Юрій Миколайович
Юрій Миколайович Скороход (нар. 5 травня 1986, Ровно) — український футболіст, що грав на позиції нападника. Відомий за виступами у низці українських команд та в команді найвищого дивізіону Молдови «Іскра-Сталь» з Рибниці.

## Клубна кар'єра
Юрій Скороход народився в Рівному, де й розпочав займатися футболом школі місцевого клубу «Верес». У професійному футболі розпочав виступи в 2002 році в складі «Вереса», який на той час грав у другій лізі. У складі рівненської команди футболіст грав до кінця сезону 2006—2007 років, зіграв у її складі 87 матчів, та відзначився 11 забитими м'ячами. На початку сезону 2007—2008 років Скороход перейшов до складу команди першої ліги «Прикарпаття» з Івано-Франківська, проте вже на початку 2008 року перейшов до складу команди найвищого дивізіону Молдови «Іскра-Сталь» з Рибниці. На початку сезону 2008—2009 років Юрій Скороход повертається в Україну, де став гравцем команди другої ліги «Дніпро» з Черкас. У 2009 році футболіст перейшов до складу іншої команди другої ліги МФК «Миколаїв», у якому в сезоні 2009—2010 років з 8 забитими м'ячами стає кращим бомбардиром команди. У складі миколаївської команди Скороход грав до кінця 2010 року, На початку 2011 року Скороход перейшов до складу команди другої ліги «Полтава», у складі якої зайняв друге місце в груповому турнірі. У складі полтавської команди футболіст грав до кінця 2011 року, після чого завершив виступи у професійному футболі.